# 아오이마쓰리

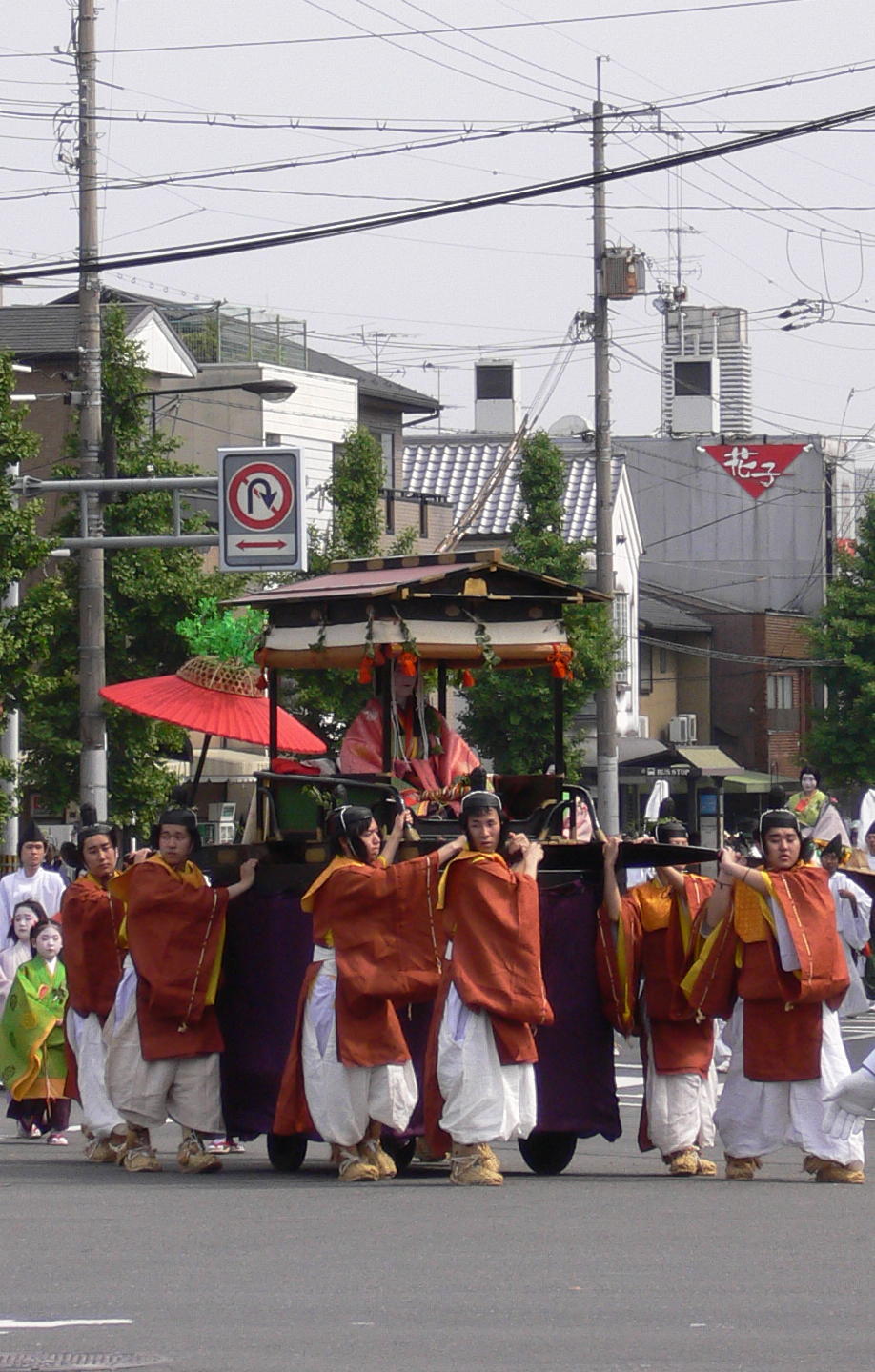
아오이마쓰리

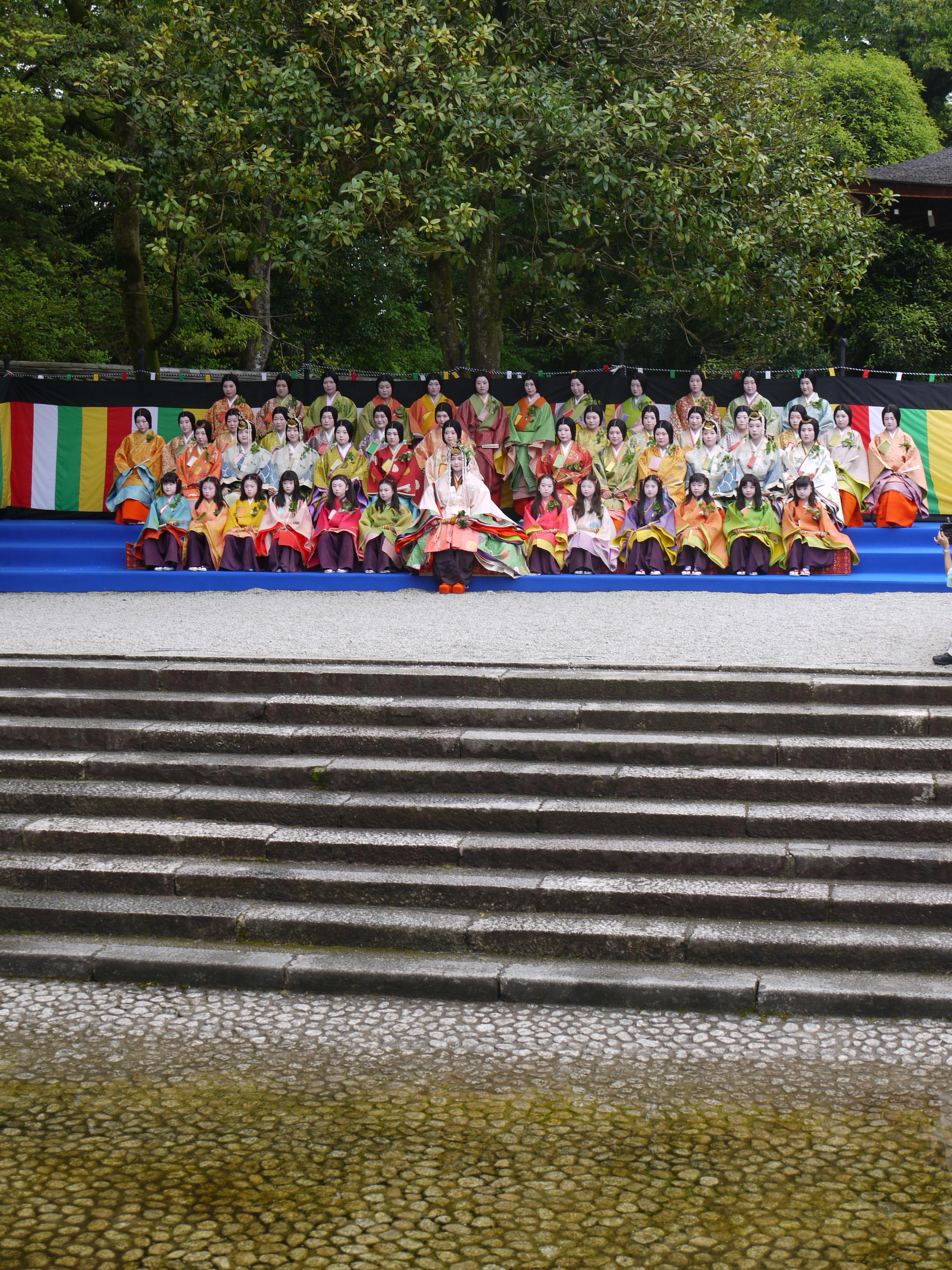
마쓰리의 히로인 사이오다이(斎王代, 왕녀로 분한 여성)과 여인들

아오이마쓰리(일본어: 葵祭)는 일본 교토부에서 매년 5월 15일에 열리는 축제이다. 교토의 3대 마쓰리 중 하나이자 헤이안 시대 옛 황실의 신사참배 행렬을 재현한 축제로, 시모가모 신사와 가미가모 신사 두 곳에서 열린다. (참고로 일본의 3대 마쓰리는 간다마쓰리, 텐진마쓰리, 기온마쓰리)